# Väinö Hämäläinen
Väinö Alexander Hämäläinen, född 15 juli 1876 i Helsingfors, död 20 mars 1940 i Grankulla, var en finländsk målare, tecknare och grafiker.
Hämäläinen studerade vid Finska konstföreningens ritskola 1898–1899 och vid Académie Colarossi i Paris 1899–1900. Han arbetade främst som landskapsmålare, men utförde även bland annat genrebilder i nationalromantisk anda och altartavlor till bland annat Töysä (1906), Nurmo (1914), Nurmes (1918) och Miehikkälä (1924) kyrkor.
Hämäläinen bekantade sig med grafiken i Italien kring 1902–1903 och utförde 60–70 grafiska arbeten. Omkring 1914 skapade han många verk i metallgrafik, och till cirka 1931 sysslade han med grafik. Sina motiv hämtade han både i måleriet och grafiken från insjölandskapen och Karelen, men tecknade även folktyper och skildrade parkvyer, torg och hamnmotiv.
Hämäläinens konst är avmätt och intimt anspråkslös, men hans grafik präglas ofta av en mera målerisk och livfull stil.